# Abies numidica
L'abete numidico (Abies numidica de Lannoy ex Carrière) è un albero della famiglia delle Pinaceae che vegeta sui monti dell'Algeria settentrionale.

## Etimologia
Il nome generico abies, utilizzato già dai latini, potrebbe, secondo un'interpretazione etimologica, derivare dalla parola greca ἄβιος = longevo. Il nome specifico numidica è riferito all'antico nome (Numidia) della regione corrispondente all'attuale Algeria.

## Descrizione

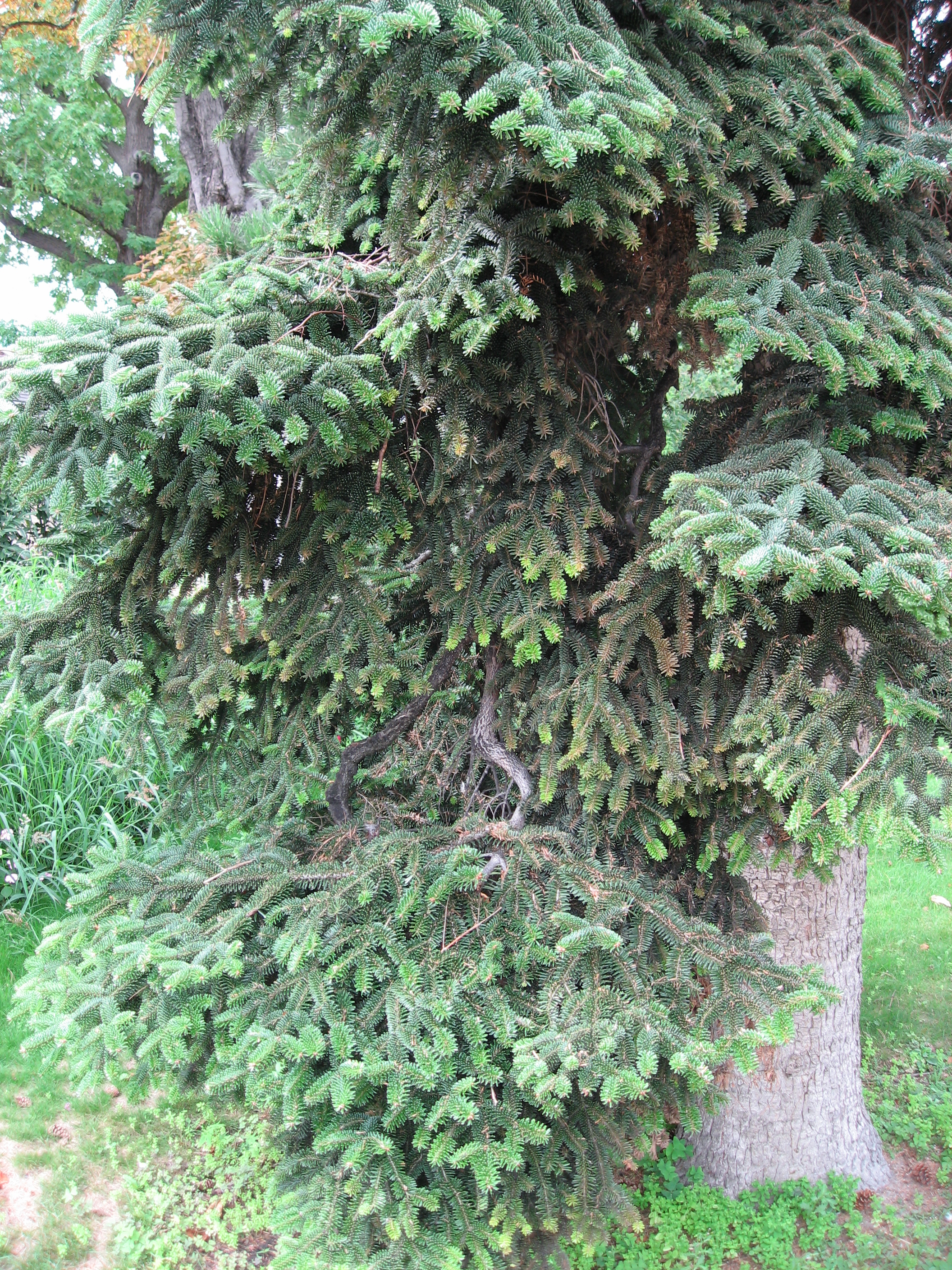
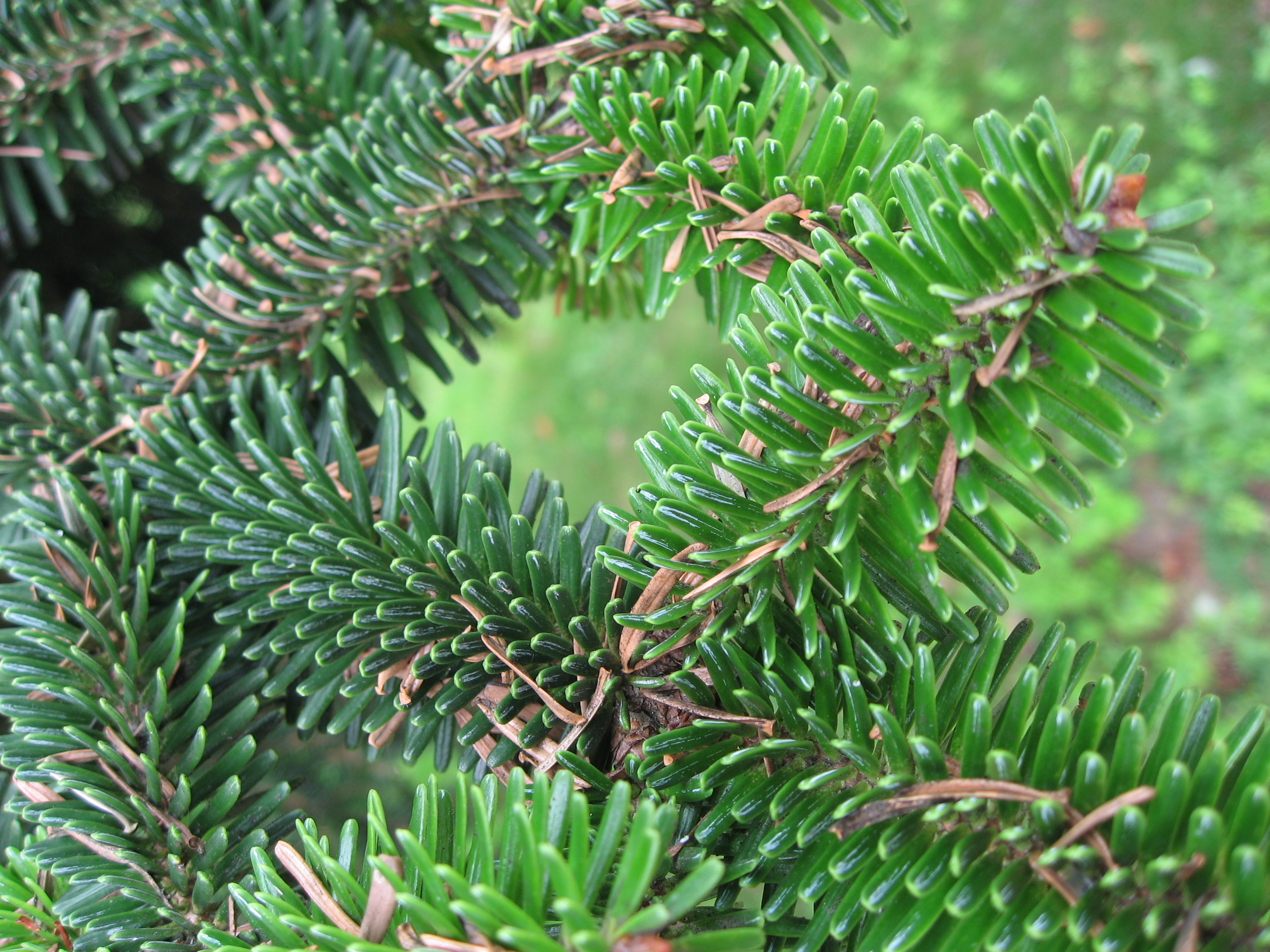
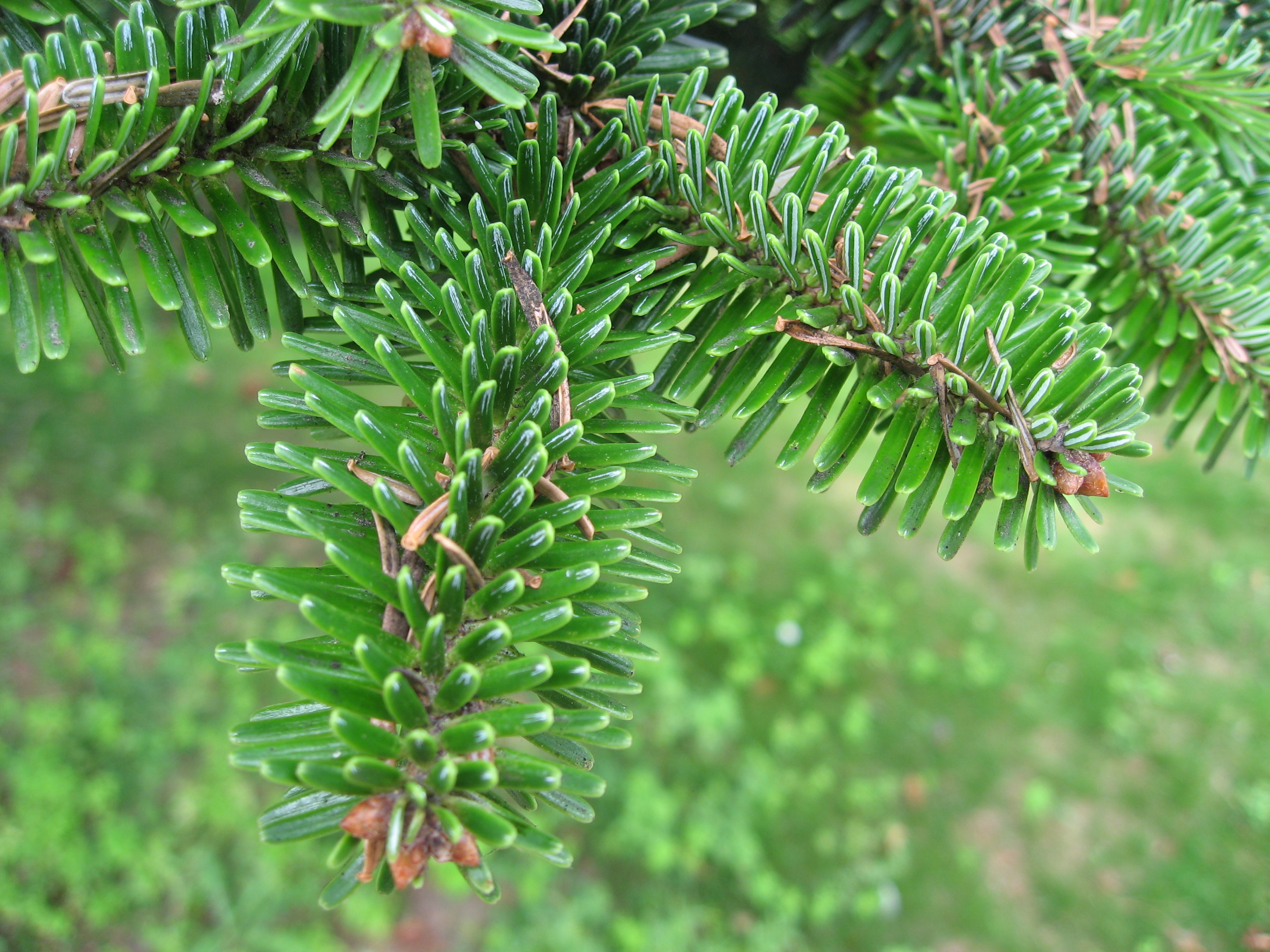

Albero alto fino a 20-25 m, con tronco di 0,5-0,8 m di diametro, a crescita monopodiale, con chioma di forma piramidale, densa ma irregolare. La corteccia, grigia e liscia da giovane, diviene con l'età fessurata e scalinata, assumendo tonalità marroni. I rami inferiori sono curvati verso il basso, quelli superiori si estendono orizzontalmente, tendendo poi verso la sommità. I ramoscelli apicali con le gemme (lisce, glabre, verde-marrone e poco resinose) sono solidi, robusti, grigio-marroni o giallastri.
Le foglie sono aghiformi, di colore verde scuro, lunghe 1,5-2,5 cm, argentate vicino all'apice, con la superficie inferiore percorsa da due bande biancastre.
Gli strobili sono cilindrici, lunghi 15-20 cm, larghi fino oltre 5 cm, con scaglie di 3 cm. I semi, di colore marrone chiaro sono lunghi circa 1 cm, con ali oblunghe di 1-1,5 cm.

## Distribuzione e habitat
L'areale è molto ristretto (meno di 30 km²) nel massiccio del Djebel Babor nella porzione di Atlante costiera che attraversa la Piccola Cabilia, regione nel nord dell'Algeria. In realtà, da uno studio commissionato nel 1970, su una superficie complessiva forestale di circa 27 km², solamente meno di 1 km² era occupato da A. numidica (Technoexportstroy 1970); infatti le formazioni pure sono rare, riscontrandosi molto più frequentemente formazioni miste con Cedrus atlantica, Quercus faginea, Acer obtusatum, Populus tremula, Sorbus aria e Sorbus torminalis, con Taxus baccata in maniera occasionale. Trattasi di particolari associazioni forestali tipiche di un clima umido montano (1.500-2.000 mm annui), ad un'altitudine poco inferiore o uguale a 2.000 m, con estati secche e inverni umidi e nevosi. Per quanto concerne il sottobosco, a livello di arbusti le associazioni più frequenti sono con Daphne laureola, Lonicera kabylyca e Rosa sicula; tra le piante erbacee, si riscontrano (tra le altre) Asperula odorata, Paeonia corallina e Silene atlantica.

## Conservazione
Nonostante che l'areale dell'abete numidico faccia parte della Djebel Babor Nature Reserve, riserva integrale con accessi interdetti e monitorati, diverse sono le minacce esterne per questa specie, la cui popolazione è molto ridotta in numero e sbilanciata a favore di individui maturi, con scarsa presenza di giovani esemplari: incendi boschivi, la raccolta di legna per uso combustibile e il pascolo di mandrie di ovini sono pericoli che, se non adeguatamente limitati, potrebbero condurre all'estinzione in natura di questo abete. Per tutti questi fattori, la specie è considerata in pericolo critico di estinzione da parte della Lista rossa IUCN.